# ケナン・カラマン
ケナン・カラマン(1994年3月5日 - )は、ドイツ・シュトゥットガルト出身のトルコ代表のサッカー選手。ブンデスリーガ・シャルケ所属。ポジションはフォワード、ミッドフィールダー。

## 経歴
2014年4月29日、ハノーファー96と2014-15シーズンから加入する契約を結んだ。契約期間は3年の自由移籍となった。
2015-2016シーズンの終盤に大腿筋を負傷し、チームは2部に降格した。
2018年5月18日、2.ブンデスリーガのフォルトゥナ・デュッセルドルフにフリーで加入、3年契約を結んだ 。背番号は11番を選択した。2021年5月24日、契約満了による退団が発表された。
2022年9月1日、シャルケ04にフリーで加入、3年契約を結んだ。

## 代表歴
2017年11月9日のルーマニア代表戦に出場し、A代表デビューを果たした。